# Verbe impersonnel
En grammaire, un verbe impersonnel est un verbe qui n’a pas de sujet agent. D’une part, il y a des verbes impersonnels qui ne peuvent avoir aucune espèce de sujet (dans certaines langues) ou qui ne peuvent avoir qu’un sujet appelé « apparent » (dans d’autres langues), et d’autres verbes, qui peuvent avoir un sujet, mais qui n’est pas l’agent du procès. Ce sujet peut être un nom, un pronom, un verbe à un mode impersonnel ou une proposition subordonnée. D’autre part, certains verbes sont essentiellement impersonnels et d’autres le sont occasionnellement, pouvant être utilisés dans des constructions impersonnelles aussi. Tous ces verbes sont employés seulement à la troisième personne,,.
Dans certaines grammaires on affirme que les verbes impersonnels peuvent être uniquement au singulier,,. Selon d’autres, certains peuvent aussi être au pluriel,.
Dans des langues comme le français ou l’anglais, où la conjugaison est relativement réduite et, sauf au mode impératif, il faut exprimer le sujet par un mot à part, les verbes impersonnels ont, dans la position habituelle du sujet agent, un pronom explétif appelé aussi pronom impersonnel. Ce sujet est appelé « apparent » ou « grammatical », par contraste avec celui appelé « réel » ou « logique » que peuvent avoir certains verbes impersonnels. En français, ce pronom est il, ce, ça ou cela ; en anglais, c’est le pronom personnel it représentant des inanimés, ou, dans certains cas, le pronom uniquement impersonnel there provenant de l’adverbe signifiant « là-bas ».
Dans d’autres langues, qui ont une conjugaison relativement développée, et dans lesquelles le sujet peut être clairement marqué par la désinence du verbe, ces verbes ne sont pas utilisés avec un mot à part dans la position ordinaire du sujet agent. Cependant, dans des langues comme le roumain ou BCMS, certains de ces verbes sont employés avec le pronom réfléchi de la troisième personne explétif,.

## Types de verbes impersonnels

### Verbes qui ne peuvent pas avoir de sujet réel
La plupart de ces verbes expriment des phénomènes météorologiques ou d’autres phénomènes naturels. Ils sont essentiellement impersonnels utilisés seulement au singulier,. Exemples :
(fr) il neige, il vente, il pleut, il grêle, il bruine ;
(en) it was raining « il pleuvait », it snowed « il a neigé » ;
(ro) amurgește « c’est le crépuscule », burează « il bruine », fulgeră « il y a des éclairs », fulguie « il tombe des flocons », ninge « il neige », plouă « il pleut », trăsnește « il y a des foudres », tună « il tonne », se împrimăvărează ou se desprimăvărează « le printemps arrive », se înnorează « le ciel se couvre de nuages », se înserează « le soir tombe », se înseninează « le ciel s’éclaircit » (se pronom réfléchi) ;
(BCMS) sviće « il se fait jour », grmi « il tonne », pljušti « il pleut à verse », smrkava se « la nuit tombe » (se pronom réfléchi) ;
(hu) alkonyodik « c’est le crépuscule », tavaszodik « le printemps arrive », villámlik « il y a des éclairs », dörög « il tonne », fagy « il gèle ».
Exceptionnellement, quand ils sont employés avec un sens figuré, certains de ces verbes peuvent avoir un sujet réel ou être employés personnellement :
(fr) Il neige des feuilles (Victor Hugo) ;
Le ciel pleuvait sur les allées feuillues (François Mauriac);
(ro) L-am fulgerat cu privirea « Je l’ai foudroyé de mon regard » ;
Norii plouau « Les nuages pleuvaient » ;
(BCMS) Iza brda su grmeli topovi « Derrière la colline des canons tonnaient ».
En français, un verbe non météorologique qui ne peut pas avoir de sujet réel est il s’agit. Par contre, il a d’ordinaire pour complément une séquence nominale ou un infinitif introduit par la préposition de :
Il s’agit de votre avenir ;
Il s’agit de travailler sérieusement.

### Verbes qui peuvent avoir un sujet réel
Ces verbes sont eux aussi employés seulement à la troisième personne, mais certains, dans certaines langues, peuvent être au pluriel. Leur sujet peut être un nom, dans certaines langues uniquement d’inanimé (par exemple en roumain), un verbe à un mode impersonnel ou une proposition. On peut les grouper en deux catégories, en fonction de la langue aussi, c’est-à-dire que des verbes de langues différentes se correspondant l’un à l’autre peuvent appartenir à des catégories différentes : 
1. verbes seulement impersonnels, verbes impersonnels avec un certain sens et personnels avec un autre, et verbes principalement impersonnels ;
2. verbes occasionnellement impersonnels, ayant le même sens que lorsqu’ils sont employés personnellement.

Exemples de la première catégorie :
(fr) Il faut que je parle ;
(ro) Trebuie să plec / să lucrezi / să vorbească « Il faut que je parte / que tu travailles / qu’il/elle parle » ;
Vor trebui să accepte « Il faudra qu’ils/elles acceptent », ;
Se cuvine / se cade să-l felicităm « Il convient de le féliciter » ;
(BCMS) Trebalo bi se okružiti novim ljudima « Il faudrait s’entourer de gens nouveaux » ;
Čini se da su govorili u vjetar « Il semble qu’ils aient dit des paroles en l’air » ;
(hu) Orvoshoz kellene mennetek « Il faudrait que vous alliez voir un médecin » ;
Ebéd közben nem illik dohányozni « Il n’est pas convenable de fumer pendant le déjeuner ».
En français, les constructions avec des verbes occasionnellement impersonnels sont souvent le résultat de la transformation de constructions avec les mêmes verbes employés personnellement, la tournure impersonnelle permettant de transformer le sujet (le thème) en rhème :
Une aventure m’est arrivée → Il m’est arrivé une aventure.
Exemples de la deuxième catégorie dans d’autres langues :
(en) It happened that I had my camera with me « Par hasard, j’avais ma caméra sur moi » (litt. « Il arriva que j’avais… ») ;
(ro) Era să cad « J’ai failli tomber » ;
(BCMS) Izgleda da smo pogrešili « Il semble que nous nous soyons trompé(e)s » ;
(hu) Mivel sikerült kinyitnod az üveget? « Avec quoi as-tu réussi à ouvrir la bouteille ? »

## Autres constructions avec des verbes occasionnellemement impersonnels
Les constructions françaises avec il y a et être ou faire employés impersonnellement, et leurs correspondants dans d’autres langues sont fréquentes pour exprimer l’existence, un état général, des phénomènes météorologiques, etc. :
(fr) Il est 7 heures ;
Il fait beau / froid / bon / chaud / 15 °C ;
Il y a du soleil aujourd’hui ;
Il y a quelqu’un à la porte;
(en) It's colder today « Il fait plus froid aujoud’hui, It's not very warm « Il ne fait pas très chaud » (littéralement « Il est… », « Il n’est pas… ») ;
It's your birthday, isn't it? « C’est ton anniversaire, n’est-ce pas ? » ;
Is there any more tea in the pot? « Y a-t-il encore du thé dans la théière ? » (litt. « Est là-bas… ?) » ;
Are there any letters for me? « Y a-t-il des lettres pour moi ? » (litt. « Sont là-bas… ? ») ;
(ro) Aici e bine « Ici c’est bien » (litt. « Ici est bien ») ;
E cald / frig « Il fait chaud / froid » (litt. « Est… ») ;
(BCMS) Ima li iko da zna ovu pjesmu? « Y a-t-il quelqu’un qui connaisse cette chanson ? » (litt. « A… ? »);
Ima i drugih nego ti […] « Il y en a d’autres que toi […] » (litt. « A… ») ;
Večeras će biti hladno « Ce soir il va faire froid » (litt. « … va être… ») ;
Bilo je dosta ljudi na šetalištu « Il y avait pas mal de gens sur la promenade » (litt. « A été... ») ;
(hu) Éjfél van « Il est minuit » (litt. « Minuit est ») ;
Köd van « Il fait du brouillard » (litt. « Brouillard est »), Nincs jó idő « Il ne fait pas beau » (litt. « N’est pas… ») ;
Vannak hibák « Il y a des erreurs », Nincsenek csodák « Il n’y a pas de miracles » (litt. « Sont… », « Ne sont pas… »).
Avec le verbe être et ses correspondants exacts dans d’autres langues il y a aussi des expressions formées avec des adjectifs, des adverbes ou certains noms, ayant pour sujet un verbe à un mode impersonnel ou une proposition. Exemples :
(fr) Il n’est pas étonnant qu’il soit malade ;
Ce n’est pas beau de mentir ;
Il est temps de partir / que vous partiez ;
(en) It's difficult to make / making new friends « C’est difficile de se faire de nouveaux amis » ;
It was a pity so few people came « C’est dommage que si peu de gens soient venus » ;
(ro) E greu / ușor / imposibil de înțeles « C’est difficile / facile / impossible à comprendre » ;
E bine să faci sport « C’est bien de faire du sport » ;
(BCMS) Ljude je teško osloboditi straha « C’est difficile de délivrer les gens de la peur » ;
Dobro je što se Petar vratio « C’est bien que Petar soit revenu ».
En hongrois, dans des expressions de ce genre, le verbe correspondant à être est obligatoirement absent à la forme d’indicatif présent, mais présent aux autres formes :
Rontani könnyebb, mint épiteni « C’est plus facile de détruire que de construire » ;
Fontos volt, hogy megtanuljam a szövegszerkesztő használatát « Il était important que j’apprenne l’utilisation du traitement de texte ».
Dans certaines grammaires on considère comme d’emploi impersonnel les verbes utilisés à la forme réfléchie ayant un agent indéfini ou général. En français, de telles constructions ont seulement un sens passif, ex. Ce plat se prépare en cinq minutes. En roumain ou en BCMS il y en a aussi qui ont un sens actif :
(ro) Se ajunge greu acolo « On y arrive difficilement » (sens actif) ;
Expoziția se deschide mâine « L’exposition ouvre demain » (sens passif) ;
(BCMS) Onamo se putovalo vozom « On y voyageait par le train » (sens actif) ;
Ova knjiga se lako čita « Ce livre se lit facilement » (sens passif).
Dans certaines construction impersonnelles il y a un complément nom de personne ou un substitut pronominal de celui-ci, le plus souvent objet indirect dit « d’attribution » :
(fr) Il me semble que c’est une bonne idée ;
(ro) Mi-e suficient să te știu fericit « Il me suffit de te savoir heureux » ;
(BCMS) Nijedna mi ne izgleda dovoljno čvrsta « Aucune ne me semble assez solide » ;
(hu) Nekem mindegy « Ça m’est égal ».
Dans certaines langues, dans des constructions impersonnelles où il s’agit de l’état psychique ou physique d’une personne, celle-ci est souvent exprimée par un complément d’objet indirect d’attribution, au cas datif dans ces langues :
(ro) Mi-e / milă / rușine / foame / sete / cald / frig / somn « J’ai pitié / honte / faim / soif / chaud / froid / sommeil » (litt. « M’est… ») ;
Îmi vine să plâng « J’ai envie de pleurer » (litt. « Me vient que je pleure ») ;
(BCMS) – Kako vam je ovde? – Lepo nam je « – Comment allez-vous ici ? – Nous allons bien » (litt. « Comment vous est… ? ») ;
Vojnicima je bilo hladno « Les soldats avaient froid » (litt. « Aux soldats était… ») ;
Detetu se spava « L’enfant a sommeil » (litt. « À l’enfant se dort ») ;
(hu) Jólesik (nekem) egy kicsit pihenni « Ça me fait du bien de me reposer un peu »;
Fáj (neki) a feje a zajtól « Il/Elle a mal à la tête à cause du bruit » (litt. « Fait mal à lui/elle sa tête »).
Dans des langues comme le roumain ou BCMS, certains de ces verbes et expressions impersonnels se construisent avec un complément d'objet direct :
(ro) Mă dor ochii de fum « J’ai mal aux yeux à cause de la fumée » (litt. « Me font mal les yeux… ») ;
Mă doare să știu asta « Ça me fait mal de le savoir » ;
(BCMS) Boli me da ne mogu više planinariti « Ça me fait mal de ne plus pouvoir faire de la montagne » ;
Sve nas je strah « Nous avons tous peur » (litt. « Tous nous est peur ») ;
Stid me je « J’ai honte » (litt. « Honte m’est »).

## Sources bibliographiques
- (ro) Avram, Mioara, Gramatica pentru toți [« Grammaire pour tous »], Bucarest, Humanitas, 1997, 597 p. (ISBN 973-28-0769-5)
- (hr) Barić, Eugenija et al., Hrvatska gramatika [« Grammaire croate »], Zagreb, Školska knjiga, 1997, 2e éd., 683 p. (ISBN 953-0-40010-1)
- (ro) Bărbuță, Ion et al., Gramatica uzuală a limbii române [« Grammaire usuelle du roumain »], Chișinău, Litera, 2000 (ISBN 9975-74-295-5, lire en ligne)
- (ro) Bidu-Vrănceanu, Angela et al., Dicționar general de științe. Științe ale limbii [« Dictionnaire général des sciences. Sciences de la langue »], Bucarest, Editura științifică, 1997 (ISBN 973-44-0229-3, lire en ligne)
- (hu) Bokor, József, « Szófajtan », dans A. Jászó, Anna (dir.), A magyar nyelv könyve [« Le livre de la langue hongroise »], Budapest, Trezor, 2007, 8e éd. (ISBN 978-963-8144-19-5, lire en ligne), p. 197-253
- (en) Bussmann, Hadumod (dir.), Dictionary of Language and Linguistics [« Dictionnaire de la langue et de la linguistique »], Londres – New York, Routledge, 1998 (ISBN 0-203-98005-0, lire en ligne)
- (cnr) Čirgić, Adnan, Pranjković, Ivo et Silić, Josip, Gramatika crnogorskoga jezika [« Grammaire du monténégrin »], Podgorica, Ministère de l’Enseignement et des Sciences du Monténégro, 2010 (ISBN 978-9940-9052-6-2, lire en ligne)
- (ro) Constantinescu-Dobridor, Gheorghe, Dicționar de termeni lingvistici [« Dictionnaire de termes linguistiques »] (DTL), Bucarest, Teora, 1998 (sur Dexonline.ro)
- Dubois, Jean et al., Dictionnaire de linguistique, Paris, Larousse-Bordas/VUEF, 2002 (lire en ligne)
- (en) Eastwood, John, Oxford Guide to English Grammar [« Guide Oxford de la grammaire anglaise »], Oxford, Oxford University Press, 1994 (ISBN 0-19-431351-4, lire en ligne)
- (hu) Erdős, József (dir.), Küszöbszint. Magyar mint idegen nyelv [« Niveau-seuil. Hongrois langue étrangère »], Université technique de Budapest, Institut de linguistique, Groupe pour le hongrois, 2001 (lire en ligne)
- Grevisse, Maurice et Goosse, André, Le Bon Usage : grammaire française, Bruxelles, De Boeck Université, 2007, 14e éd., 1600 p. (ISBN 978-2-8011-1404-9, lire en ligne)
- (bs) Jahić, Dževad, Halilović, Senahid et Palić, Ismail, Gramatika bosanskoga jezika [« Grammaire de la langue bosnienne »], Zenica, Dom štampe, 2000 (ISBN 9958-42-046-X (édité erroné), lire en ligne)
- (sr) Klajn, Ivan, Gramatika srpskog jezika [« Grammaire de la langue serbe »], Belgrade, Zavod za udžbenike i nastavna sredstva, 2005 (ISBN 86-17-13188-8, lire en ligne)
- (ro) Moldovan, Victoria, Pop, Liana et Uricaru, Lucia, Nivel prag pentru învățarea limbii române ca limbă străină [« Niveau-seuil pour l’apprentissage du roumain langue étrangère »], Strasbourg, Conseil de l’Europe (Conseil de la Collaboration Culturelle), 2001 (lire en ligne)
- Szende, Thomas et Kassai, Georges, Grammaire fondamentale du hongrois, Paris, Langues et mondes – l’Asiathèque, 2007, 573 p. (ISBN 978-2-915255-55-3, lire en ligne)